# Coelotes motobuensis
Coelotes motobuensis är en spindelart som beskrevs av Matsuei Shimojana 2000. Coelotes motobuensis ingår i släktet Coelotes och familjen mörkerspindlar. Inga underarter finns listade i Catalogue of Life.